# Ebenezer Sage
Ebenezer Sage (* 16. August 1755 in Chatham (heute Portland), Colony of Connecticut; † 20. Januar 1834 in Sag Harbor, New York) war ein US-amerikanischer Arzt und Politiker. Zwischen 1809 und 1815 sowie zwischen 1819 und 1820 vertrat er den Bundesstaat New York im US-Repräsentantenhaus.

## Werdegang
Ebenezer Sage wuchs während der britischen Kolonialzeit auf. Zu Beginn von einem Tutor unterrichtet, graduierte er dann 1778 am Yale College. Sage studierte Medizin und eröffnete 1784 in East Hampton seine erste Praxis. Nach seinem Umzug nach Sag Harbor im Jahr 1801 folgte eine zweite. Politisch gehörte er der von Thomas Jefferson gegründeten Demokratisch-Republikanischen Partei an. Bei den Kongresswahlen des Jahres 1808 wurde Sage im ersten Wahlbezirk von New York in das US-Repräsentantenhaus in Washington, D.C. gewählt, wo er am 4. März 1809 die Nachfolge von Samuel Riker antrat. Nach zwei erfolgreichen Wiederwahlen in das US-Repräsentantenhaus verzichtete er auf eine erneute Kandidatur und schied nach dem 3. März 1815 aus dem Kongress aus. Während seiner Zeit im US-Repräsentantenhaus hielt er einen regen Briefverkehr mit einer Reihe von Freunden und Bekannten. Viele seiner anschaulichen Briefe sind bis heute erhalten und dienen als zeitgenössische Quelle für die Ereignisse während des Krieges von 1812 in Washington D.C. und auf Long Island. Nach dem Ende seiner Amtszeit nahm er seine Tätigkeit als Arzt wieder auf. Bei den Kongresswahlen des Jahres 1818 wurde Sage erneut im ersten Wahlbezirk von New York in das US-Repräsentantenhaus wiedergewählt, wo er am 4. März 1819 die Nachfolge von George Townsend antrat. Allerdings wurde seine Wahl von James Guyon junior am 14. Januar 1820 auf Grundlage einer nicht ordnungsgemäßen Anmeldung zu Wahl erfolgreich angefochten. Daraufhin nahm er wieder seine Tätigkeit als Arzt auf. Sein letzter politischer Auftritt erfolgte im folgenden Jahr als Delegierter bei der verfassunggebenden Versammlung von New York. Sage verstarb am 20. Januar 1834 in Sag Harbor und wurde dann auf den Old Burying Ground beigesetzt. Sein Leichnam wurde später auf dem Oakland Cemetery umgebettet.